# Уральский 112-й пехотный полк
Ура́льский 112-й пехо́тный полк — пехотная воинская часть Русской императорской армии.
Сформирован в 1863 г. из резервных и бессрочноотпускных чинов Галицкого пехотного полка, от которого перешли к нему и боевые отличия: георгиевская труба за оборону Севастополя и поход за военное отличие.

## Формирование
- 17.05.1797 — сформирован 11-й егерский полк.
- 31.10.1798 — егерский полковника Иванова полк.
- 17.01.1799 — егерский генерал-майора Маркова полк.
- 29.03.1801 — 10-й егерский полк.
- 28.01.1833 — полк присоединён к Галицкому пехотному полку.
- 06.04.1863 — из 4-го резервного батальона и бессрочноотпускных 5-го и 6-го батальонов Галицкого пехотного полка сформирован Галицкий резервный пехотный полк в составе 2-х батальонов.
- 13.08.1863 — Уральский пехотный полк.
- 25.03.1864 — 112-й пехотный Уральский полк.

## Участие впервой мировой войне
В кампании 1914 года первой мировой войны полк участвовал в Гумбинненском сражении и в Августовской операции в составе 28-й пехотной дивизии. В последней дивизия была разбита, а полк попал к окружении. Основные силы полка прорвались к своим, но полковое знамя было закопано в лесу. Принимая во внимание доблесть полка и то, что знамя не досталось неприятелю, полк не был расформирован, его пополнили и вернули на Западный фронт. Находился в обороне в районе озера Нарочь. В 1918 году полк расформирован. Знамя было найдено при раскопках польскими поисковиками в 2007 году, продано коллекционеру из США, затем выкуплено компанией «Лейбштандарт» (военный антиквариат) и возвращено в Россию.

## Знаки отличия
1. Полковое знамя простое с надписью: «1797-1897». С Александровской юбилейной лентой. (Выс. грамота 17.05.1897 г.). Знамя сохранилось и выставлено в царскосельском Музее Первой мировой войны.
2. Знаки на головные уборы с надписью: «За отличие». Пожалованы 31.01.1816 г. 10-му егерскому полку за отличия в 1812-14 гг.
3. Георгиевская труба с надписью: «За Севастополь 1854 и 1855 годах». Пожалована 30.08.1856 г. 1-му батальону, в бытность его 4-м батальоном Галицкого полка.
4. Поход за военное отличие. Пожалован 30.08.1856 г. 1-му батальону, в бытность его 4-м батальоном Галицкого полка.

## Командиры
- 21.04.1863 — 06.06.1863 — полковник Вуяхевич, Алексей Авимович[2]
- 06.06.1863 — 12.06.1866 — полковник Навроцкий, Яков Александрович
- 12.06.1866 — 20.12.1870 — полковник Корсаков, Логгин Фёдорович
- 20.12.1870 — 23.02.1871 — флигель-адъютант полковник Фуллон, Фёдор Александрович[3]
- 23.02.1871 — 21.09.1872 — полковник Романов, Фёдор Алексеевич
- 21.09.1872 — 11.03.1874 — полковник Столетов, Николай Григорьевич
- 29.03.1874 — 17.03.1878 — полковник Бурмейстер, Фёдор Адольфович
- 17.03.1878 — 25.02.1883[4] — полковник барон фон Икскуль, Александр Владимирович
- 25.02.1883 — 20.06.1888 — полковник Жданко, Никодим Михайлович
- 24.06.1888 — 30.07.1894 — полковник Авеллан, Карл Карлович
- 09.08.1894 — 08.01.1900 — полковник князь Путятин, Алексей Петрович
- 02.02.1900 — 16.06.1906 — полковник Скворцов, Андрей Николаевич
- 07.08.1906 — 22.05.1910 — полковник Пригоровский, Алексей Алексеевич
- 27.07.1910 — 13.10.1914 — полковник Ваулин, Николай Николаевич
- 13.10.1914 — 28.09.1916 — полковник (с 06.12.1915 генерал-майор) Гржибовский, Михаил Фелицианович
- 08.10.1916 — 05.05.1917 — полковник Ага-Усубов, Ибрагим-Ага
- 08.05.1917 — хх.хх.хххх — полковник Феопемптов, Феопемт Феопемтович

## Известные люди, служившие в полку
- Книга, Василий Иванович
- Петерис Радзиньш
- Свистунов, Гавриил Дмитриевич